# Списък на партизанските отряди от Вардарска Македония
Това е списък на югославските партизански отряди, участвали в Комунистическата съпротива във Вардарска Македония.
| Отряд                                                                        | Дата на създаване               | Място на създаване                       | Командир                         | Политически комисар       |
| ---------------------------------------------------------------------------- | ------------------------------- | ---------------------------------------- | -------------------------------- | ------------------------- |
| Битолски народоосвободителен партизански отряд „Гоце Делчев“                 | 22 май 1943                     | село Прекопана, планина Вич              | Тодор Ангелевски Никола Канински | Петре Новачевски          |
| Битолски народоосвободителен партизански отряд „Пелистер“                    | 22 април 1942                   | село Лавци, Баба планина                 | Георги Наумов                    | Димитър Николовски        |
| Битолски народоосвободителен партизански отряд „Яне Сандански“               | 8 септември 1942                | село Лавци                               | Тодор Ангелевски                 | Ванчо Пъркев              |
| Битолско-преспански партизански отряд „Даме Груев“                           | 6 юни 1942                      | село Златари, планина Бигла              | Гьоре Велковски                  | Йосиф Йосифовски          |
| Брегалнишки народоосвободителен партизански отряд „Гоце Делчев“              | 19 май 1943                     | местността Пчеларник                     |                                  | Тодор Арсов Ванчо Пъркев  |
| Велешки народоосвободителен партизански отряд „Пере Тошев“                   | втората половина на май 1942    | планината Лисец, край Велес              | Мице Козароски                   |                           |
| Велешко-прилепски народоосвободителен партизански отряд „Трайче Петкановски“ | края на април 1944              | край Велес                               |                                  | Боро Мокров               |
| Велешко-прилепски народоосвободителен партизански отряд „Димитър Влахов“     | втората половина септември 1942 | Габровник                                | Мице Козароски                   | Трайко Бошковски          |
| Народоосвободителен партизански отряд „Дримкол“                              | втората половина на август 1943 | местността Свети Спас, край Вевчани      |                                  |                           |
| Гевгелийски народоосвободителен партизански отряд „Сава Михайлов“            | първата половина на май 1943    | Кожух планина                            |                                  |                           |
| Гевгелийско-струмишки народоосвободителен партизански отряд                  | 12 април 1944                   | село Тресино, Егейска Македония          |                                  |                           |
| Кичевски народоосвободителен партизански отряд „Козяк“                       | 25 април 1943                   | планина Яма                              |                                  |                           |
| Карадачки народоосвободителен партизански отряд                              | 12 октомври 1941                | местността Менкова колиба, край Куманово | Боро Менков                      | Перо Георгиев             |
| Кичевско-мавровски народоосвободителен партизански отряд                     | 21 май 1943                     | планината Яма                            | Иван Дойчинов                    | Мино Богданов             |
| Козячки народоосвободителен партизански отряд                                | 12 октомври 1941                | местността Студена вода, край Куманово   | Любомир Здравковски              | Киро Нацев                |
| Копачки народоосвободителен партизански отряд                                | средата на септември 1943       | между Кичево и село Извор                |                                  |                           |
| Крушевски народоосвободителен партизански отряд „Питу Гули“                  | 19 юли 1942                     | Груева Нива, планината Осой              | Мише Ивановски                   | Наум Наумовски            |
| Кумановски народоосвободителен партизански отряд                             | 26 юни 1943                     | село Пелинце                             | Борис Поцков                     | Благое Стефков            |
| Народоосвободителен партизански отряд „Малесия“                              | август 1943                     | Малесия                                  |                                  |                           |
| Малешевски народоосвободителен партизански отряд                             | 25 август 1944                  | местността Паруца, планина Плачковица    |                                  |                           |
| Мавровско-Гостиварски народоосвободителен партизански отряд „Кораб“          | 30 септември 1942               | района на Маврово                        |                                  | Илия Антевски             |
| Мариовски народоосвободителен партизански отряд                              | юни 1944                        | край Мариово                             |                                  |                           |
| Първи поречки партизански отряд                                              | 19 май 1944                     | Поречие                                  |                                  |                           |
| Прилепски партизански отряд „Гоце Делчев“                                    | 11 октомври 1941                | връх Червена стена                       |                                  | Трайко Бошковски          |
| Прилепски народоосвободителен партизански отряд „Гьорче Петров“              | 21 септември 1942               | Габровник                                |                                  |                           |
| Скопски народоосвободителен партизански отряд                                | 22 юни 1941                     | Скопска Църна Гора                       |                                  | Даме Крапчев              |
| Народоосвободителен партизански отряд „Славей“                               | 30 юни 1943                     | планина Славей                           |                                  |                           |
| Струмишки народоосвободителен партизански отряд                              | 18 август 1944                  | планина Плачковица                       |                                  |                           |
| Тиквешки народоосвободителен партизански отряд „Добри Даскалов“              | 3 май 1943                      | планина Вишешница, край Кавадарци        | Никола Минчев                    | Димитър Ангелов – Габерот |
| Албански партизански отряд                                                   | юли 1943                        | планина Стогово                          |                                  |                           |
| Трети кичевски народоосвободителен партизански отряд                         | лятото на 1944                  |                                          |                                  |                           |